# Temple del Gran Jaguar
El Temple del Gran Jaguar o Temple I és un temple funerari construït l'any 700 per la civilització maia. És la construcció principal de Tikal, la ciutat més gran del període maia-clàssic-tardà a la regió del Petén a Guatemala.
El temple fou construït durant el període governat per Hasaw Cha'an Kawil, (682-721 dC), també conegut com Ah Cacao i s'usà per enterrar-li (enterrament 116, descobert per l'arqueòleg Aubrey Trik l'any 1962). El temple s'utilitzava per a diverses cerimònies rituals, i es considerava la porta a l'inframon. S'anomena el Gran Jaguar pel jaguar esculpit en el llindar de la porta principal.
De forma piramidal, amb nou terrasses o plataformes i una escala que va des de la base fins al cim, és situat a la Gran Plaça de Tikal, té una alçada de 45 metres. En la decoració exterior destaquen els llindars de fusta. L'arquitectura de Tikal es caracteritza pels carreus de cantell que accentuen l'efecte de llum i ombra. Els murs estan fets, bàsicament, amb uns nuclis de pedra i terra recoberts de carreus de cantell.
El seu estat de conservació és bo. A la dècada de 1990 es restaurà parcialment, gràcies a un acord entre els governs de Guatemala a i Espanya, per això no es pot pujar per l'escala principal. Les autoritats de Guatemala permeteren a l'explorador britànic Sir Alfred Percival Maudslay treure del país dues parts del dintell del Temple del Gran Jaguar que actualment es guarden al magatzem del Museu Britànic a Londres.
Com que és una construcció altament popular i grandiosa, se'n va servir al videojoc Age of Empires, com a «meravella» de la civilització maia.